# 伊家河
伊家河，位于中国山东省西南部，韩庄运河右岸支流，是微山湖高水位时的溢洪兼排南四湖南岸山洪的水道。经多次治理，今伊家河西起微山县韩庄镇西南九街村伊家河节制闸及船闸，与微山湖相通，大致与韩庄运河并行向东，至枣庄市台儿庄区的涧头集镇河上庄注入韩庄运河。全长34公里，流域面积327平方公里。原河上庄以下5.9公里的伊家河河段，重新命名为“小新河”，仍然在石拉子村（属台儿庄区邳庄镇）和黄楼村（属江苏省邳州市邢楼镇）之间入韩庄运河。伊家河通航标准为Ⅵ级航道。